# Кон Юзеф Гейманович
Юзеф Ге́йманович Кон (1920—1996) — радянський і російський музикознавець. Доктор мистецтвознавства (1987), професор (1989), заслужений діяч мистецтв Карельської АРСР (1980).

## Біографія
Народився у єврейській сім'ї в Кракові. Зростав у галицькому містечку Долина (нині Львівська область), у домі діда. Тато, Гейман Кон, походив з Кракова; мати, Регіна Гутентаг, — з Вени; обидва — випускники медичного факультету Венського університету.
У 1938—1939 роках навчався у музикознавчому відділку інституту музикології факультету гуманітарних наук Варшавського університету, відтак у фортепіанному відділку музичного училища у Львові (1940), у 1948 році закінчив історико-теоретичний факультет Ташкентської консерваторії, до 1963 року викладав у консерваторії. Учасник союзу композиторів СРСР з 1947 року.
У 1963—1969 роках викладав у Новосибірській консерваторії. Кандидат мистецтвознавства (1964, тема: «Ладова будова узбецької народної пісні і проблема її гармонізації»), завідувач кафедрою теорії музики#і композиції.
У 1970—1991 роках викладав на кафедрі теорії музики і композиції філіалу Ленінградської консерваторії у Петрозаводську (надалі — Петрозаводській державнії консерваторії ім. О. К. Глазунова), завідувач кафедрою теорії музики і композиції.
У 1987 році захистив докторську на тему «Про деякі спільні основи мови тональної музики XX століття». Лауреат премії ім. Б. В. Асаф 'єва (1990).
Автор книги про узбецьку традиційну музику, ряда статей про музику XX століття, в особливості про її гармонічні основи у творах Б. Бартока, І. Ф. Стравинського, Я. Ксенакиса. Обрані статті Кона опубліковані у збірниках «Питання аналізу сучасної музики» (1982) і «Обрані статті про музичні мови» (1994).

## Пам'ять
В пам'ять про Юзефа Геймановича проводять наукові конференції «Коновскі читання».

## Твори

### Книги
- Деякі питання ладового будування узбецької народної пісні і її гармонізації. ― Ташкент: Фан, 1979. ― 99 з.
- Питання аналізу сучасної музики: статті і дослідження. ― Л.: Сов. композитор, 1982. ― 150 з.
- Обрані статті про музичні мови. ― СПб.: Композитор, 1994. ― 160 з.

### Публікації у науковий виданнях
Для перегляду списку публікацій натисніть на [показати] справа.
Публікації в наукових статтях